# Estado Deng
El Estado Deng (chino simplificado: 邓国; chino tradicional: 鄧國; pinyin: Dèng) fue un estado vasallo de las dinastías Shang y Zhou regido por la familia Màn (曼). Su capital era Dengzhou o Xiangfan. Era gobernado por un marqués (侯, hóu).
El rey Wu Ding donó el feudo a su hermano menor Zĭ Màn (子曼). Durante el reinado de Wú Lí (吾离), Deng se volvió el estado más fuerte de las Primaveras y Otoños pero su poder declinó con las Cinco Hegemonías del siglo VII a. C.
En 688 a. C. el rey Wen de Chu (楚文王) estaba casado Dèng Màn (邓曼), nativa de Deng y madre del futuro rey Wu de Chu (楚武王), pero decidió pasar a través del feudo para atacar Shen, cuando volvía de su victoria se anexó Deng, ganando el control de la cuenca de Nanyang. Diez años después el feudo fue formalmente deshecho.